# 藤原北家
藤原北家（ふじわらほっけ）とは、右大臣藤原不比等の次男藤原房前を祖とする家系。藤原四家の一つ。藤原房前の邸宅が、藤原南家の祖である兄の藤原武智麻呂の邸宅よりも北に位置したことがこの名の由来。

## 概要
藤原北家は、藤原四家の中では最も遅い時期に興隆し、その結果として、藤原四家の中では最も栄えることになった。
祖の房前は元正朝で他の兄弟に先んじて参議に昇進すると、後に祖父鎌足以来の内臣となり、元正天皇の側近として長屋王と政権を争った。聖武朝になると、神亀6年（729年）長屋王の変により政権を掌握し、藤原四子政権でも中心人物として政権を主導したが、天平9年（737年）の天然痘蔓延により他の兄弟とともに病没してしまう。
その後奈良時代後期～平安時代初期にかけては、光仁朝で房前の子である永手・魚名が左大臣に昇るが、桓武朝では永手の嫡男・家依は早逝し、魚名は氷上川継の乱に連座して失脚したこともあり、南家・式家に押されがちの状態にあった。
しかし平城朝以後、大同2年（807年）の伊予親王の変で南家の、弘仁元年（810年）の薬子の変で式家の勢力が衰えると、嵯峨天皇の信任を得た冬嗣が急速に台頭し他家を圧倒するようになった。さらに、冬嗣が文徳天皇の、その子良房が清和天皇の、そしてその養子（甥）基経が朱雀天皇と村上天皇の、それぞれの外祖父となり、北家嫡流が三代にわたって外戚の地位を保ち続けたことが、同家の優位を確固たるものにした。これが以後の、北家嫡流 ＝ 藤氏長者 ＝ 摂政関白、という図式を決定づけることになり、この系統による「摂関政治」が後の道長・頼通父子の時代に全盛を極める。嫡流は後に五摂家に別れたが、公家の最高家格はひきつづきこの五家が独占した。
他の藤原姓の堂上各家もほとんどが北家の後裔である。明治維新時、137家ある堂上家のうち93家が藤原北家である（他は源氏18家、菅原氏6家、平氏5家、卜部氏4家、藤原南家3家、清原氏3家、安倍氏2家、大江氏1家、丹波氏1家、大中臣氏1家）。
派生氏族は公家ばかりではなく、武家の道兼流宇都宮氏・小田氏、長家流那須氏、勧修寺流上杉氏、山蔭流伊達氏、利仁流斎藤氏・加藤氏、秀郷流奥州藤原氏・藤姓足利氏・小山氏・結城氏・佐野氏・小野崎氏など、主に関東・北陸・東北に勢力基盤をもった多くの武家氏族が藤原北家の末裔と称した。また、土佐一条氏や伊予西園寺氏、飛騨国司の姉小路家なども北家の裔にあたる。特に近世の名族にして家康の外戚たる水野氏は近衛道経の子孫であるとされる。

## 一族

### 嫡流
- 藤原鎌足 - 藤原氏祖
- 藤原不比等 - 鎌足の次男
- 藤原房前 － 不比等の次男　藤原北家の祖
- 藤原真楯 - 房前の三男
- 藤原内麻呂 - 真楯の長男
- 藤原冬嗣 - 内麻呂の次男
- 藤原良房 - 冬嗣の次男
- 藤原基経 - 良房の養子（長良の三男）
- 藤原忠平 - 基経の四男
- 藤原師輔 - 忠平の次男　九条流（嫡流）祖
- 藤原兼家 - 師輔の三男
- 藤原道長 - 兼家の四男　御堂流（嫡流）祖
- 藤原頼通 - 道長の長男
- 藤原師実 - 頼通の三男　花山院流祖
- 藤原師通 - 師実の長男
- 藤原忠実 - 師通の長男
- 藤原忠通 - 忠実の長男
- 近衛基実 - 忠通の長男　近衛家の祖
- 九条兼実 - 忠通の三男　九条家の祖

### 主な傍流
- 藤原永手 - 房前の次男
- 藤原真夏 - 内麻呂の長男　日野流祖
- 藤原長良 - 冬嗣の長男
- 藤原純友 - 長良の曾孫
- 藤原良門 - 冬嗣の六男
- 藤原利基 - 良門の長男　4代後に紫式部
- 藤原高藤 - 良門の次男　勧修寺流祖
- 藤原時平 - 基経の長男
- 藤原実頼 - 忠平の長男　小野宮流祖
- 藤原頼忠 - 実頼の次男
- 藤原公任 - 頼忠の長男
- 藤原佐理 - 実頼の孫
- 藤原実資 - 実頼の孫
- 藤原伊尹 - 師輔の長男
- 藤原公季 - 師輔の十二男　閑院流祖
- 藤原兼通 - 師輔の次男
- 藤原道隆 - 兼家の長男
- 藤原道綱 - 兼家の次男
- 藤原道兼 - 兼家の三男
- 藤原宗円 - 道兼のひ孫
- 藤原教通 - 道長の四男
- 藤原頼長 - 忠実の次男
- 藤原清河 - 房前の四男
- 藤原魚名 - 房前の五男
- 藤原藤成 - 魚名の子
- 藤原豊沢 - 藤成の子
- 藤原村雄 - 豊沢の子
- 藤原秀郷 - 村雄の子

ただし、生存時期において嫡流と見なされていた人物がその後の子孫の盛衰によって傍流と位置づけられた者もいる（例・藤原永手・実頼など）。

## 系譜
```
凡例
　太線は実子。(なお、嫡流を書き連ねることとし、傍流は下記の系図の下に記載する。また養子はあえて記載せず。)
```

### 魚名流

#### 利仁流
```
　　→（
斎藤氏#藤原北家利仁流斎藤氏
を参照のこと）
```

### 真夏流（日野流）
```
　　→（
日野家
を参照のこと）
```

### 良門流
```
　　→（
勧修寺流
を参照のこと）
```

#### 高藤流（勧修寺流）
```
　　→（
勧修寺流
を参照のこと）
```

### 実頼流（小野宮流）
```
　　→（
小野宮流
を参照のこと）
```

### 伊尹流（世尊寺流）
```
　　→（
世尊寺家
を参照のこと）
```

### 公季流（閑院流）
```
　　→（
閑院流
を参照のこと）
```

### 道隆流（水無瀬流）
```
　　→（
中関白家
を参照のこと）
```

### 頼宗流（中御門流）
```
　　→（
中御門流
を参照のこと）
```

### 長家流（御子左流）
```
　　→（
御子左家
を参照のこと）
```